# Étienne Jean Guillaume Ducasse de Horgues
Étienne Jean Guillaume Ducasse de Horgues est un homme politique français né le 27 novembre 1776 à Horgues (Hautes-Pyrénées) et décédé le 29 décembre 1853 à Camalès (Hautes-Pyrénées).

## Biographie
Officier de marine avant la Révolution, il est emprisonné comme suspect sous la Terreur. Conseiller général en 1810, il devient secrétaire général de la préfecture des Hautes-Pyrénées en 1814, sous la Première Restauration. Il est député des Hautes-Pyrénées de 1824 à 1830, siégeant dans la contre-opposition, puis soutenant le ministère Polignac.

## Sources
- « Étienne Jean Guillaume Ducasse de Horgues », dans Adolphe Robert et Gaston Cougny, Dictionnaire des parlementaires français, Edgar Bourloton, 1889-1891 [détail de l’édition]